# Li Hanjun
Li Huanjun (xinès simplificat: 李汉俊, pinyin: Lǐ Hànjùn; Qianjiang, Hubei, abril de 1890 - 17 de desembre de 1927) va ser un membre fundador del Partit Comunista de la Xina.
Alineat al sector intel·lectual del partit, feu classes de marxisme, i traduí parcialment El capital al xinés.
Va ser a sa casa d'estil Shikumen, a la concessió francesa de Xangai, que tingué lloc la fundació del Partit Comunista de la Xina l'any 1921, durant el 1r Congrés Nacional del Partit. Un any després, el 1922, deixa el partit. Alineat llavors amb el Guomindang, s'oposà al trencament amb els comunistes el 1927, i seria assassinat poc després pel govern de la Nova Camarilla de Guanxi.
El seu germà Li Shucheng fou un alt quadre del Guomindang, governant la República de la Xina, i que seria el primer ministre d'agricultura amb la República Popular.